# Les Tomates tueuses contre-attaquent
Série
Le Retour des tomates tueuses
(1988) Les tomates tueuses mangent la France !
(1992)
Pour plus de détails, voir Fiche technique et Distribution.
Les Tomates tueuses contre-attaquent (Killer Tomatoes Strike Back!) est un film américain réalisé par John De Bello, sorti en 1990.

## Synopsis
L'agent de police Boyle doit enquêter sur l'affaire d'une tomate tueuse en compagnie de Johnson, un tomatologiste réputé. Les deux découvrent les plans de Gangreen pour laver le cerveau du monde entier en prenant le contrôle de la télévision...

## Fiche technique
- Titre  : Les Tomates tueuses contre-attaquent
- Titre original : Killer Tomatoes Strike Back!
- Réalisation : John De Bello
- Scénario : John De Bello, Constantine « Costa » Dillon et Rick Rockwell
- Musique : Rick Patterson et Neal Fox
- Photographie : Stephen F. Andrich
- Montage : Beth Accomando
- Décors : Robert Brill
- Direction artistique : Jonathan A. Carlson
- Production : John De Bello et J. Stephen Peace
- Société de production : Four Square Productions
- Distribution :  20th Century Fox
- Genre : Comédie horrifique et science-fiction
- Durée : 87 minutes
- Pays d'origine :  États-Unis
- Langue originale : anglais
- Format : Couleur - 1.33:1 - 35 mm
- Dates de sortie[1] :

 États-Unis : 14 novembre 1990 (vidéo)

## Distribution
- Steve Lundquist : Igor
- John Astin : Jeronahew / le Professeur Mortimer Gangreen
- Rick Rockwell : Lance Boyle
- John Witherspoon : Evan Rood
- Crystal Carson : Kennedi Johnson
- J. Stephen Peace : Capitaine Wilbur Finletter
- Zollo Cortez : Mr. & Mrs. America
- John De Bello : Charles White
- Cal Worthington	... 	lui-même
- Robin Abb : Betty Won't, journaliste
- Lane Post : homme dans la rue
- Kevin West : le banquier
- Craig Lefferts : lui-même
- Costa Dillon : Chop-O-Matic Pitchman
- Charlie Jones : lui-même